# Norvég férfi kézilabda-bajnokság (első osztály)
A Postenligaen a legmagasabb osztályú norvég férfi kézilabda-bajnokság. A bajnokságot 1966 óta rendezik meg, de előtte már rendeztek kupaküzdelmeket (nagypályán és kispályán is). Jelenleg tizennégy csapat játszik a bajnokságban, a legeredményesebb klub az Elverum IL, a címvédő a Kolstad IL.

## Kispályás bajnokságok
| Év   | 1. hely                                           | 2. hely                                           | 3. hely                                           |
| ---- | ------------------------------------------------- | ------------------------------------------------- | ------------------------------------------------- |
| 1966 | Fredensborg IL                                    | SK Arild                                          | Nordstrand IF                                     |
| 1967 | Fredensborg IL                                    | Oslo-Studentenes IL                               | SK Arild                                          |
| 1968 | Oslo-Studentenes IL                               | Bergen-Studentenes IL                             | Fredensborg IL                                    |
| 1969 | Bergen-Studentenes IL                             | Oslo-Studentenes IL                               | Bækkelagets SK Oslo                               |
| 1970 | Oslo-Studentenes IL                               | SK Arild                                          | Oppsal IF                                         |
| 1971 | Oppsal IF                                         | Fredensborg IL                                    | Nordstrand IF                                     |
| 1972 | Oppsal IF                                         | Fredensborg IL                                    | SK Arild                                          |
| 1973 | Oppsal IF                                         | Refstad IL                                        | Fredensborg IL                                    |
| 1974 | Refstad IL                                        | Fredensborg IL                                    | Oppsal IF                                         |
| 1975 | Fredensborg IL                                    | Oppsal IF                                         | Refstad IL                                        |
| 1976 | Fredensborg IL                                    | Bækkelagets SK Oslo                               | Oppsal IF                                         |
| 1977 | Refstad IL                                        | Nordstrand IF                                     | Oppsal IF                                         |
| 1978 | Refstad IL                                        | Oppsal IF                                         | Fredensborg IL                                    |
| 1979 | Oppsal IF                                         | Fredensborg IL                                    | Refstad IL                                        |
| 1980 | Oppsal IF                                         | Kristiansand IF                                   | Fredensborg/Ski IL                                |
| 1981 | Fredensborg/Ski IL                                | Fjellhammer IL                                    | Nordstrand IF                                     |
| 1982 | Fredensborg/Ski IL                                | SK Rapp Trondheim                                 | Oppsal IF                                         |
| 1983 | Oppsal IF                                         | Kolbotn IL                                        | Fredensborg/Ski IL                                |
| 1984 | Kristiansand IF                                   | Fjellhammer IL                                    | Kolbotn IL                                        |
| 1985 | Fredensborg/Ski IL                                | Urædd IF Porsgrunn                                | Kolbotn IL                                        |
| 1986 | Urædd IF Porsgrunn                                | Skiens BK                                         | Stavanger IF                                      |
| 1987 | Urædd IF Porsgrunn                                | Stavanger IF                                      | Kristiansand IF                                   |
| 1988 | Stavanger IF                                      | Urædd IF Porsgrunn                                | Fredensborg/Ski IL                                |
| 1989 | Urædd IF Porsgrunn                                | Fredensborg/Ski IL                                | Stavanger IF                                      |
| 1990 | Stavanger IF                                      | Urædd IF Porsgrunn                                | IL Runar Sandefjord                               |
| 1991 | IL Runar Sandefjord                               | Sandefjord HK                                     | Stavanger IF                                      |
| 1992 | Stavanger IF                                      | IL Runar Sandefjord                               | Urædd IF Porsgrunn                                |
| 1993 | IL Runar Sandefjord                               | Sandefjord HK                                     | Urædd IF Porsgrunn                                |
| 1994 | IL Runar Sandefjord                               | Sandefjord HK                                     | Fyllingen IF                                      |
| 1995 | Elverum IL                                        | IL Runar Sandefjord                               | Drammen HK                                        |
| 1996 | Drammen HK                                        | IL Runar Sandefjord                               | Stavanger IF                                      |
| 1997 | IL Runar Sandefjord                               | Sandefjord TIF                                    | Drammen HK                                        |
| 1998 | Viking HK Stavanger                               | Sandefjord TIF                                    | IL Runar Sandefjord                               |
| 1999 | Sandefjord TIF                                    | Viking HK Stavanger                               | IL Runar Sandefjord                               |
| 2000 | IL Runar Sandefjord                               | Sandefjord TIF                                    | Viking HK Stavanger                               |
| 2001 | Sandefjord TIF                                    | Drammen HK                                        | Bodø HK                                           |
| 2002 | Sandefjord TIF                                    | IL Runar Sandefjord                               | Stavanger IF                                      |
| 2003 | Sandefjord TIF                                    | Viking Stavanger                                  | IL Runar Sandefjord                               |
| 2004 | Sandefjord TIF                                    | Haslum HK                                         | Drammen HK                                        |
| 2005 | Haslum HK                                         | Fyllingen IL                                      | Sandefjord TIF                                    |
| 2006 | Sandefjord TIF                                    | Stord TIL                                         | Haslum HK                                         |
| 2007 | Drammen HK                                        | Sandefjord TIF                                    | Haslum HK                                         |
| 2008 | Elverum IL                                        | Drammen HK                                        | Sandefjord TIF                                    |
| 2009 | Haslum HK                                         | Stord TIL                                         | Fyllingen IL                                      |
| 2010 | Fyllingen IL                                      | IL Runar Sandefjord                               | Elverum IL                                        |
| 2011 | Haslum HK                                         | Elverum IL                                        | Drammen HK                                        |
| 2012 | Elverum IL                                        | Haslum HK                                         | Drammen HK                                        |
| 2013 | Elverum IL                                        | ØIF Arendal                                       | Haslum HK                                         |
| 2014 | Elverum IL                                        | Bækkelagets SK Oslo                               | Fyllingen IL                                      |
| 2015 | Elverum IL                                        | Bodø HK                                           | Haslum HK                                         |
| 2016 | Elverum IL                                        | Haslum HK                                         | Halden Topphåndball                               |
| 2017 | Elverum IL                                        | ØIF Arendal                                       | Bodø HK                                           |
| 2018 | Elverum IL                                        | ØIF Arendal                                       | Drammen HK                                        |
| 2019 | Elverum IL                                        | ØIF Arendal                                       | Fyllingen IL                                      |
| 2020 | A koronavírus-járvány miatt nem avattak bajnokot. | A koronavírus-járvány miatt nem avattak bajnokot. | A koronavírus-járvány miatt nem avattak bajnokot. |
| 2021 | A koronavírus-járvány miatt nem avattak bajnokot. | A koronavírus-járvány miatt nem avattak bajnokot. | A koronavírus-járvány miatt nem avattak bajnokot. |
| 2022 | Elverum IL                                        | ØIF Arendal                                       | Drammen HK                                        |
| 2023 | Kolstad IL                                        | Elverum IL                                        | IL Runar Sandefjord                               |
| 2024 | Kolstad IL                                        | Elverum IL                                        | ØIF Arendal                                       |
| 2025 | Kolstad IL                                        | Elverum IL                                        | Nærbø IL                                          |

## Lásd még
- Norvég női kézilabda-bajnokság (első osztály)